# Vladimír Mlynář
Vladimír Mlynář (ur. 15 stycznia 1966 w Pradze) – czeski polityk, dziennikarz i menedżer, parlamentarzysta, w 1998 oraz w latach 2002–2005 minister.

## Życiorys
Początkowo pracował jako sanitariusz. Pod koniec lat 80. publikował w drugoobiegowym czasopiśmie „Lidové noviny”. W 1989 został członkiem Forum Obywatelskiego. W następnym roku wyjechał kształcić się w USA. W 1991 dołączył do redakcji tygodnika „Respekt”, którą kierował w latach 1994–1997. Był także moderatorem programu telewizyjnego. Został wyróżniony nagrodą dziennikarską Cena Ferdinanda Peroutky.
Od stycznia do lipca 1998 pełnił funkcje ministra bez teki i rzecznika prasowego rządu Josefa Tošovskiego. Dołączył do powstałej w tym samym roku Unii Wolności, był wiceprzewodniczącym (1999–2000) i pierwszym wiceprzewodniczącym (2000–2001) tego ugrupowania. W 1998 i 2002 uzyskiwał mandat deputowanego do Izby Poselskiej, z którego zrezygnował w 2003. Od lipca 2002 do kwietnia 2005 sprawował urząd ministra informatyki w gabinetach, którymi kierowali kolejno Vladimír Špidla i Stanislav Gross.
Pracował później w przedsiębiorstwie telekomunikacyjnym O2 Czech Republic. Był też głównym doradcą premiera Jana Fischera. W 2010 dołączył do przedsiębiorstwa inwestycyjnego PPF. Był członkiem rady dyrektorów i dyrektorem do spraw relacji zewnętrznych, odszedł z tej kompanii z końcem 2023.